# Sátão
Sátão – miejscowość w Portugalii, leżąca w dystrykcie Viseu, w regionie Centrum w podregionie Dão-Lafões. Miejscowość jest siedzibą gminy o tej samej nazwie.

## Demografia
| Liczba ludności gminy Sátão (1801–2011) | Liczba ludności gminy Sátão (1801–2011) | Liczba ludności gminy Sátão (1801–2011) | Liczba ludności gminy Sátão (1801–2011) | Liczba ludności gminy Sátão (1801–2011) | Liczba ludności gminy Sátão (1801–2011) | Liczba ludności gminy Sátão (1801–2011) | Liczba ludności gminy Sátão (1801–2011) | Liczba ludności gminy Sátão (1801–2011) | Liczba ludności gminy Sátão (1801–2011) |
| --------------------------------------- | --------------------------------------- | --------------------------------------- | --------------------------------------- | --------------------------------------- | --------------------------------------- | --------------------------------------- | --------------------------------------- | --------------------------------------- | --------------------------------------- |
| 1801                                    | 1849                                    | 1900                                    | 1930                                    | 1960                                    | 1981                                    | 1991                                    | 2001                                    | 2004                                    | 2011                                    |
| 3 416                                   | 9 684                                   | 13 472                                  | 14 892                                  | 16 824                                  | 13 587                                  | 13 342                                  | 13 144                                  | 13 419                                  | 12 444                                  |

## Sołectwa
Sołectwa gminy Sátão (ludność wg stanu na 2011 r.)
- Águas Boas –172 osoby
- Avelal – 529 osób
- Decermilo – 205 osób
- Ferreira de Aves – 2464 osoby
- Forles – 65 osób
- Mioma – 1217 osób
- Rio de Moinhos – 942 osoby
- Romãs – 868 osób
- São Miguel de Vila Boa – 1334 osoby
- Sátão – 4007 osób
- Silvã de Cima – 455 osób
- Vila Longa – 186 osób